# The Punisher (película de 2004)
El Castigador (en inglés: The Punisher) es una película de 2004 basada en el personaje de Marvel Comics del mismo nombre, protagonizada por Thomas Jane como Frank Castle y John Travolta como Howard Saint, el lavador de dinero que ordena el asesinato de toda la familia de Castle. Esta película es un reboot de la película de 1989 protagonizada por Dolph Lundgren.

## Argumento
Frank Castle (Thomas Jane) es un agente del FBI con una carrera intachable, que se hace pasar por un traficante llamado Otto Kreig en una operación encubierta para detener a unos contrabandistas de armas. En una emboscada que les tiende el FBI, se forma una balacera y el resultado es la muerte, por error, de Bobby Saint (James Carpinello), el hijo de Howard Saint (John Travolta), un hombre de negocios que se dedica al lavado de dinero. Allí sobrevive un secuaz de Saint llamado Mickey Duka (Eddie Jemison), encargado del tráfico de armas, al que Saint interroga sobre la muerte de su hijo, pero termina matando al guardaespaldas del muchacho por no hacer caso a sus órdenes.
A Castle lo despiden con una fiesta porque se retira de sus labores como agente encubierto, y vuelve a su antigua casa a decirle a su familia que terminará con las misiones peligrosas, por lo que se están mudando a Londres. Saint investiga sobre Castle cuando está en la morgue, viendo el cadáver de su hijo. Le pide al agente del FBI presente que le diga quienes estaban involucrados en el trato y que le dé información sobre Kreig, pero el agente se niega, diciéndole a Saint que le deje el asunto a los profesionales y Saint le responde: “Eso haré”. Mientras tanto, Castle y su familia se van a Puerto Rico, donde la familia de éste y su esposa se reúnen y tienen una gran fiesta, en la que Castle le dice a su esposa Maria que se siente mal por haber perdido tiempo con ella y su hijo, pero ella lo consuela cariñosamente a solas en la playa.
Al otro día, se muestra el entierro de Bobby y le dicen a Howard todo sobre Castle, revelando por medio de información clasificada que su nombre no es Otto Kreig. Livia (Laura Harring), la esposa de Howard, ordena el asesinato de toda la familia de Castle, como venganza por la muerte de su hijo. A la mañana siguiente tras despertar, el hijo de Castle, Will, le da a su padre una camisa con una calavera blanca, (la ya famosa insignia del personaje), diciéndole que protege de los malos espíritus. Mientras Castle y su padre Frank Castle, Sr. (Roy Scheider) están el cuarto de este último donde guarda sus armas, los hombres de Howard llegan al lugar donde se encuentran reunidos todos los familiares de Castle y se inicia un brutal tiroteo entre Castle y los asaltantes, en donde todos los familiares de éste son asesinados a sangre fría por los hombres de Howard. Su esposa e hijo logran escapar por momentos, con los hombres de Saint pisándoles los talones. Castle sube a una motocicleta y va tras su esposa e hijo a toda velocidad. Maria y Will salen gravemente heridos luego de que su camioneta volcara aparatosamente por los disparos de los hombres de Saint, y al intentar llegar al muelle donde está el bote de Castle, Sr., ambos son arrollados sin piedad por Johnny (James Carpinello) el otro hijo de Howard y hermano gemelo de Bobby. Castle observa impotente los cuerpos de su esposa e hijo y cuando ve a venir a los asaltantes, intenta pelear contra ellos disparándoles, pero termina abaleado en sus piernas y hombros, y recibe una fuerte paliza de parte de sus atacantes. A pesar de recibir también un disparo casi a quemarropa en el pecho y salir herido a causa de la explosión de gasolina del puerto por los hombres de Saint, increíblemente Castle logra sobrevivir. Castle es encontrado sangrando a orilla de la playa y es ayudado por un lugareño llamado Candelaria a recuperarse durante un tiempo.
Los Saint celebran su victoria creyendo que Castle ha muerto, y Howard y su esposa tienen sexo en su casa luego de que él le obsequiara a ella dos zarcillos de diamante. Una vez recuperado, Castle vuelve a la isla y ve la casa abandonada de su familia, donde enfurece al ver una foto de su esposa e hijo muertos. Toma las armas de su padre y empaca algunas pertenencias; y al salir del lugar, encuentra la camiseta que su hijo le dio, con lo que queda claro el objetivo que tiene que lograr: matar a Howard y a todo el que le siga. Luego viaja a Tampa y se refugia en una casa antigua, donde tres jóvenes marginados viven: Spacker Dave (Ben Foster), Bumpo (John Pinette) y Joan (Rebecca Romijn). Allí, Castle prepara un arsenal de armas y de trampas en su cuarto, en caso de que sufra una emboscada, y repara un Pontiac GTO abandonado para su uso personal. En ello, Bumpo y Dave lo investigan, descubriendo que fue agente encubierto del FBI y soldado del ejército de alto rango que participó en la Unidad Antiterrorismo. Esa noche, un exnovio de Joan intenta entrar a su cuarto a la fuerza con la intención de agredirla, totalmente ebrio. Dave intenta ahuyentarlo, pero éste lo acorrala y lo ataca. Castle, quien sale de su cuarto, se enfrenta a él y sin inmutarse le da una paliza, sacándolo de la casa. Joan le agradece y le aconseja que no deje que sus recuerdos lo maten, pero Castle le contesta que no lo matarán a él.
Castle secuestra luego a Mickey y simula torturarlo terriblemente para sacarle información, pero no le hace daño y le ofrece aliarse con él, a menos que quiera ser el sirviente de los Saint por el resto de su vida. Convencido por Castle, Mickey le da toda la información que sabe acerca de Howard y su familia, puesto que los odia y sabe que Castle es el único capaz de arruinarles la vida. Castle se muestra más tarde en público, encarando a su antiguo compañero del FBI quien le creía muerto. Al ver la ineficiencia del FBI ante el crimen de su familia, Castle de esta forma comienza a vengarse de los secuaces de Howard, de los agentes de la policía y el FBI que han sido sobornados, para concluir la investigación del asesinato de su familia. En el proceso, sabotea el negocio del lavado de dinero de Howard y se lleva una fuerte cantidad en una maleta, y quiebra la alianza que hay con los mafiosos cubanos de Howard, los hermanos Toro. También comienza a investigar a Livia, Johnny y Quentin Glass (Will Patton) (su abogado, médico y consejero), de quien descubre que es un homosexual de clóset. Castle roba el auto de Livia y sabotea su teléfono para sobornar a Glass, pidiéndole una fuerte suma de dinero por las fotografías que le tomó donde se le ve besándose con otro hombre. Al citarlo en un hotel de la ciudad, le deja esperando hasta que se cansa y se marcha.
Howard, dándose cuenta de que Castle está vivo, envía a dos asesinos para matarlo. Castle mata primero al guitarrista Harry Heck (Mark Collie), mediante un cuchillo balístico en la garganta luego de una persecución en auto. Luego de que Castle destruyera un cargamento de dinero de Howard, este tiene una discusión con los Toro por el dinero y reclamándole a Glass que no le importa lo que cueste, decide enviar a "El Ruso" (Kevin Nash), un gigante muy fuerte que deja muy malherido a Castle en una pelea brutal, pero es derrotado cuando Castle arroja aceite hirviendo en su cara; el cegamiento le da el tiempo suficiente a Castle para tirarlo por una escalera, rompiéndole el cuello. Momentos más tarde, los hombres de Glass llegan, dirigidos por este último y Johnny. Joan se esconde con Castle luego de suturarle la puñalada que recibió en la pelea, mientras Dave y Bumpo se niegan a decir a Glass dónde se encuentra, por lo que Glass tortura a Dave arrancándole sus piercings faciales con un par de alicates. Dejan un hombre en el lugar para matar a Castle a su regreso, pero éste lo sorprende por la espalda cortando su cabeza a la mitad con una cuchilla, matándolo en el acto. Dave es llevado al hospital y Castle, aún estando débil, hace los preparativos para terminar la lucha contra Howard, pese a los intentos de Joan para persuadirlo de no hacerlo. Debido a esto, Castle decide dejar una declaración escrita de sus intenciones. La declaración dice:
“Dejo esta declaración de intenciones, para que nadie se confunda:
-Número 1: SIC VIS PACEM, PARA BELLUM. Nuestro sargento del campo nos hacía recitarlo como un rezo. SIC VIS PACEM, PARA BELLUM: Cuando quieras paz, prepárate para la guerra.
-Número 2: Frank Castle está muerto. Murió con su familia.
-Número 3: En ciertas situaciones extremas, la ley es incompetente. Para solucionar su incompetencia, es necesario actuar fuera de la ley, para perseguir la justicia natural. La venganza no es una respuesta adecuada, la venganza es sólo una respuesta emocional. No es venganza... ES CASTIGO”.
Con la ayuda de Mickey, Castle hace creer a Howard que Glass y Livia están teniendo una aventura, en una estrategia brillantemente planeada. Howard, quien no está enterado de que Glass es homosexual y creyendo que Livia le engaña con su mejor amigo, mata a cada uno de ellos sin piedad, sin saber ninguno la razón. En su desesperación, Howard le proporciona a cada uno de sus secuaces $50.000, y ofrece $50.000 más a quien se las arregle para encontrar y matar a Castle. El que acepte este dinero, estará dentro de todo hasta que Castle esté muerto.
Más tarde, Castle ataca la discoteca de Howard "Saints & Sinners", matando a todos los secuaces de Howard. También mata fríamente a Johnny, que está atrapado bajo los escombros, haciéndole levantar una granada de ocho libras con el brazo completamente extendido hasta que no soporta más y la deja caer, haciéndola explotar a centímetros de su cara. Por último, Castle hiere mortalmente de un balazo a Saint en un duelo de pistolas, cuando éste intenta pegarle un tiro en el estacionamiento de la discoteca. Castle entonces ata a Saint a un auto, pero no antes de revelarle que Glass y Livia no estaban teniendo una aventura, mostrándole las fotos de Glass y el zarcillo de Livia. Castle enciende el auto que sostiene a Saint y lo deja rodar, mientras varias bombas ocultas en los autos estacionados van estallando por un control remoto que Castle activa, matando a Saint en el proceso. La destrucción y los escombros culminan y en la explosión se ve la forma del cráneo emblemático de El Castigador.
Más tarde esa noche, Castle vuelve a su apartamento y en medio de su tristeza, se prepara para suicidarse, pero después de una breve visión de su esposa, decide continuar su misión de vigilante y verdugo contra otros que merezcan pagar por sus crímenes. Antes de partir para su próxima misión, deja la mayor parte del dinero robado a Bumpo, Joan y Dave. En el puente Sunshine Skyway, solitario al atardecer, promete: “Aquellos que hacen el mal a los demás, los asesinos, violadores, dementes, sádicos... llegarán a conocerme bien. Frank Castle ha muerto. Llámenme... El Castigador”.

## Reparto
| Personaje                    | Actor original Estados Unidos | Actor de doblaje España   | Actor de doblaje Hispanoamérica (versión Sony) | Actor de doblaje Hispanoamérica (versión Lionsgate) |
| ---------------------------- | ----------------------------- | ------------------------- | ---------------------------------------------- | --------------------------------------------------- |
| Frank Castle / El Castigador | Thomas Jane                   | Abel Folk                 | Javier Rivero                                  | Andrés Gutiérrez Coto                               |
| Howard Saint                 | John Travolta                 | Salvador Vidal            | Humberto Solórzano                             | Mario Castañeda                                     |
| Quentin Glass                | Will Patton                   | Ricky Coello              | Arturo Mercado                                 | Roberto Mendiola                                    |
| Joan                         | Rebecca Romijn                | Mar Roca                  | Rommy Mendoza                                  | Mireya Mendoza                                      |
| Spacker Dave                 | Ben Foster                    | José Javier Serrano       | Ismael Castro                                  |                                                     |
| Bumpo                        | John Pinette                  | Aleix Estadella           | Carlos del Campo                               | Carlo Vázquez                                       |
| Maria Elizabeth Castle       | Samantha Mathis               | Alicia Laorden            | Carola Vázquez                                 | Diana Pérez                                         |
| Will Castle                  | Marcus Johns                  | José Antonio Torrabadella | Abraham Vega                                   |                                                     |
| Jimmy Weeks                  | A. Russell Andrews            |                           | Leandro Martínez                               | Héctor Miranda                                      |
| Jefe Morris                  | Marco St. John                |                           | César Arias                                    | Jesús Cortez                                        |
| Robert "Bobby" Saint         | James Carpinello              | Carlos di Blasi           | Ricardo Mendoza                                |                                                     |
| John "Johnny" Saint          | James Carpinello              | Carlos di Blasi           | Óscar Flores                                   | Irwin Daayán                                        |
| Livia Saint                  | Laura Harring                 | Teresa Manresa            | Gabriela Guzmán                                | Erika Rendón                                        |
| Mickey Duka                  | Eddie Jemison                 | Alberto Mieza             | Germán Fabregat                                | Manuel Campuzano                                    |
| "El Ruso"                    | Kevin Nash                    |                           |                                                |                                                     |
| Harry Heck                   | Mark Collie                   |                           | Miguel Ángel Ghigliazza                        |                                                     |
| Frank Castle, Sr.            | Roy Scheider                  | Jesús Ferrer              | Armando Réndiz                                 | Jesús Cortez                                        |
| Lincoln                      | Tom Nowicki                   |                           |                                                |                                                     |
| Mike Toro                    | Eduardo Yáñez                 |                           | Salvador Delgado                               |                                                     |
| Joe Toro                     | Omar Ávila                    |                           | Rolando de la Fuente                           |                                                     |
| Chino Binamo                 | Bobby Black                   |                           | Víctor Hugo Aguilar                            |                                                     |

## Recepción
The Punisher cuenta con críticas mixtas de parte de la crítica y de la audiencia, con una calificación de 29% en Rotten Tomatoes, sobre la base de una suma de 167 reseñas y con una calificación de 4.5/10; con la conclusión de que la película tiene un buen reparto, pero que no logra elevar esta película excesivamente violenta y los números de
venganza. El portal IMDb le da una calificación de 6.7/10. El sitio web Metacritic le da una calificación de 33/100.